# روبن تسپونتکه
روبن تسپونتکه (انگلیسی: Ruben Zepuntke؛ زادهٔ ۲۹ ژانویهٔ ۱۹۹۳) دوچرخه‌سوار اهل آلمان است.
از باشگاه‌هایی که در آن بازی کرده‌است می‌توان به کنندیل–دراپاک اشاره کرد.